# Manolo (calciatore 1965)
Manolo, pseudonimo di Manuel Sánchez Delgado (Cáceres, 17 gennaio 1965), è un allenatore di calcio ed ex calciatore spagnolo.

## Carriera

### Club
Cresciuto nel Cacereño, nel 1983 passa al Sabadell, e due anni più tardi al Real Murcia, con cui debutta nella Primera División spagnola. Le sue buone prestazioni lo portano all'Atletico Madrid, con cui ottiene ottimi risultati, tra cui un Trofeo Pichichi, riservato al capocannoniere del campionato, e due coppe del Re.
Nel 1995 passa al Merida, con cui termina la carriera due anni più tardi, a causa di un grave infortunio alla tibia.

### Nazionale
Ha totalizzato 28 presenze (con 9 reti) con la Nazionale di calcio spagnola, con cui ha partecipato al Campionato mondiale di calcio 1990. Il suo debutto risale al 16 novembre 1988 in Spagna-Irlanda 2-0.

## Palmarès

### Club
- Coppa di Spagna: 2

Atletico Madrid: 1991, 1992

### Individuale
- Pichichi del campionato spagnolo: 1

1991-1992